# تاديوز جان كوالسكي
تاديوز جان كوالسكي (بالبولندية: Tadeusz Jan Kowalski)‏ هو مستشرق بولندي، ولد في 21 يونيو 1889 في شاتورو في فرنسا، وتوفي في 5 مايو 1948 في كراكوف في بولندا.

## وصلات خارجية
- تاديوز جان كوالسكي على موقع الموسوعة البريطانية (الإنجليزية)